# Зулусский цикл
Зулусский цикл (англ. Zulu Cycle) — серия произведений английского писателя Генри Райдера Хаггарда, повествующая об Аллане Квотермейне. Цикл состоит из четырех романов, написанных в период с 1892 по 1917 годы. Действие романов происходит в эпоху Великих географических открытий (XV—XVI века) на Африканском континенте:
1. Нада (Nada the Lily, 1892)
2. Мари (Marie: An Episode in the Life of the Late Allan Quatermain, 1912)
3. Дитя Бури (Child of Storm, 1913)
4. Окончание (Finished, 1917)